# Datu Utu
Datu Utu (auch Datu Uttu oder Uto; † 1902) war der 18. Sultan von Buayan auf der Insel Mindanao im Süden der Philippinen, er herrschte 1875 bis 1888 und zeichnete sich durch den Kampf gegen die vordringenden Spanier aus.

## Leben
Er wurde als Anwarud-din Uto geboren, sein Vater war Sultan Bangon Marajanun, seine Mutter Tuan Bai Sa Buayan.
1864 führte Utu eine Truppe, die die Spanier bei einer Aktion gegen die aufständischen Talayan unterstützen sollte. Uto wechselte jedoch die Seiten und wandte sich gegen die Spanier, in den Kämpfen verlor er ein Auge.

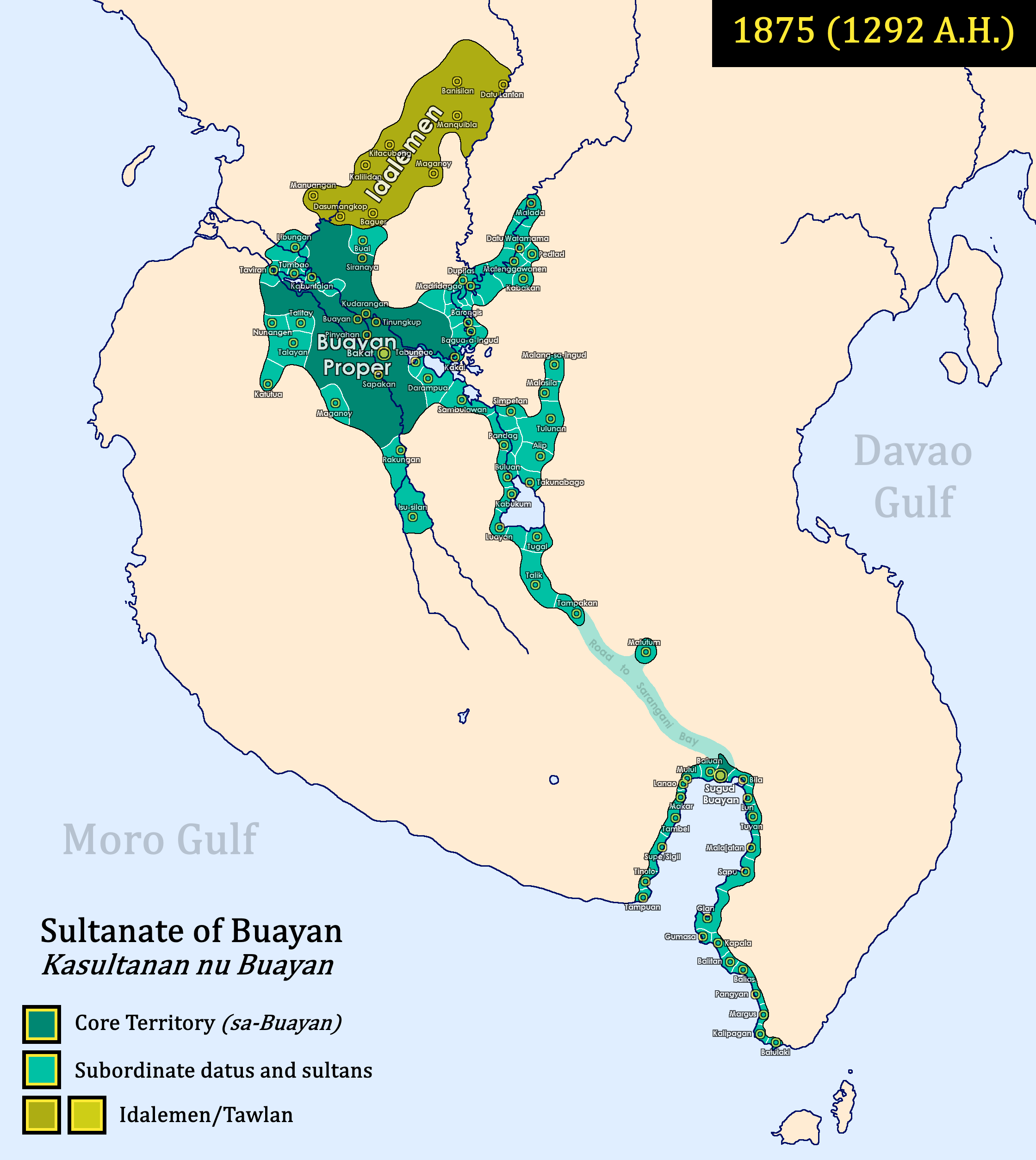
Sultanat Buayan, Ausdehnung, Vorherrschaft und Einfluss 1875

Nach dem Tod seines Vaters 1872 wurde zuerst dessen Bruder Bayao zum Sultan ernannt, 1875 wurde dann Utu Sultan. 1874 kam es, gemeinsam mit dem Sultan von Sulu, zu Kämpfen gegen die Spaniern, die im Mai 1875 beigelegt wurden.
Utu heiratete Rajah Putri Bai-labi, die Tochter des Sultans von Maguindanao, Qudratullah Untong, und wählte Zapakan (heute Rajah Buayan) als Regierungssitz.
1875 gelang es Utu, den wichtigen Stützpunkt Bakat (heute Rajah Buayan), den die Spanier kurz zuvor besetzt hatten, wieder zurückzuerobern. Er erweiterte seinen Einfluss und drängte die Spanier zurück. Dazu half ihm auch der Handel von Feuerwaffen gegen Sklaven mit dem Sultanat von Sulu.
1877 eroberten die Spanier die Insel Jolo und förderten ein Bündnis der Sultane von Tumbao und von Cotabato gegen Datu Utu. 1885 kam ein neuer spanischer Gouverneur, Federico Roldan, nach Cotabato und verfolgte einen Weg der Konfrontation. 1886 verlor Utu den Stützpunkt in der Bucht von Sarangani an die Spanier. Damit wurde der Handel und die Einfuhr auch von Feuerwaffen erschwert. Weitere lokale Führer wechselten nun auf die Seite der Spanier: Datu Kambing, Datu Kaliz und schließlich der Sultan von Talayan.

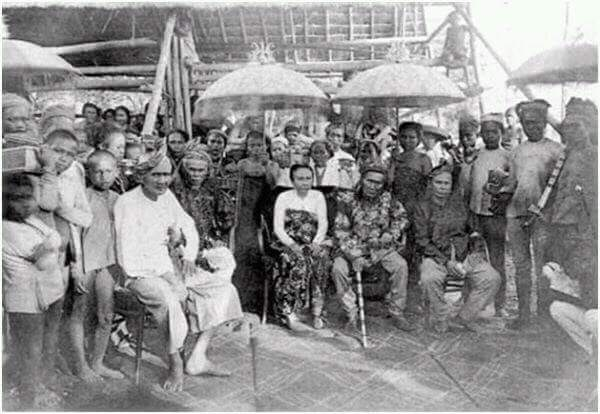
Datu Uto und seine Frau, Rajah Putri, 1900

1887 kam es zu einem Friedensvertrag, der Utu weiter entmachtete.
Nach der Vertreibung der Spanier übernahmen die US-Amerikaner 1899 die Macht. Utu soll noch mit ihnen Gespräche geführt haben, bevor er 1902 starb.